# Wikipédia en mokcha
Wikipédia en mokcha' (en mokcha : Мокшень Википедиесь [Mokšenj Vikipedijesʹ]) est l’édition de Wikipédia en mokcha (moksa ou moksha), langue mordve (de la famille des langues finno-ougriennes) parlée dans la république de Mordovie en Russie. Les articles sont créés sur l'incubateur Wikimédia à partir de septembre 2007, et l'édition est lancée officiellement le 26 mai 2008,,,. Son code est : mdf.
Au 21 mars 2025, l'édition en mokcha contient 7 204 articles et compte 10 670 contributeurs, dont 15 contributeurs actifs et 3 administrateurs.
L'autre langue mordve, l'erzya, dispose également d'une édition de Wikipédia, Wikipédia en erzya, créée en 2008 et qui compte 7 870 articles.

## Présentation

Aire de diffusion du mokcha.

## Statistiques
- Le 12 mars 2015, l'édition en mokcha compte 1 219 articles et 4 242 utilisateurs enregistrés[7], ce qui en fait la 226e[8] édition linguistique de Wikipédia par le nombre d'articles et la 248e[9] par le nombre d'utilisateurs enregistrés, parmi les 287 éditions linguistiques actives.
- Le 28 septembre 2022, elle contient 2 072 articles et compte 8 594 contributeurs, dont 13 contributeurs actifs et 3 administrateurs.
- Le 1er octobre 2024, elle contient 6 726 articles et compte 10 226 contributeurs, dont 24 contributeurs actifs et 4 administrateurs.